# イザーク・リアジ
イザーク・リアジ（フランス語: Isaac Lihadji、2002年4月10日 - ）は、フランス・マルセイユ出身のサッカー選手。アル・ドゥハイルSC所属。ポジションはFW。

## クラブ歴
オリンピック・マルセイユの下部組織出身。2019年9月24日のリーグ・アンで酒井宏樹に代わって投入されて選手初出場を記録した。
2020年7月2日に同じくリーグ・アン所属のリールOSCに完全移籍した。
2023年1月26日、チャンピオンシップのサンダーランドAFCに2年半契約で移籍した。
2023年8月5日、アル・ドゥハイルSCに移籍した。

## 代表歴
年代別代表ではフランス代表としてUEFA U-17欧州選手権2019、2019 FIFA U-17ワールドカップ、東京オリンピックに出場した。

## 私生活
フランス生まれであるが、血筋はコモロに持っている。